# Ізабель Нанті
Ізабе́ль Марі́-Жозе́ Нанті́ (фр. Isabelle Marie-Josée Nanty; нар. 21 січня 1962, Верден, Мез, Франція) — французька акторка, кіно- та театральна режисерка, сценаристка.

## Фільмографія
- 1993: Прибульці / Les Visiteurs — секретарка Едгара Берне
- 2001: Амелі / Le Fabuleux destin d'Amélie Poulain — Жоржетта
- 2002: Астерікс і Обелікс: Місія Клеопатра / Astérix et Obélix: Mission Cléopâtre — Ітінеріс
- 2003: Тільки не в губи / Pas sur la bouche — Арлетт
- 2008: Диско / Disco — Баронеса Жаклін Брошар де ла Маріньєр
- 2009—2010: Століття Мопассана. Повісті та розповіді XIX століття / Au siècle de Maupassant: Contes et nouvelles du XIXème siècle
- 2012: Право на «Ліво» / Les infidèles — Стефані

## Мережеві ресурси
Ізабель Нанті на сайті IMDb (англ.)